# Pachysphinx
Pachysphinx is een geslacht van vlinders uit de onderfamilie Smerinthinae van de familie pijlstaarten (Sphingidae).

## Soorten
- Pachysphinx modesta (Harris, 1839)
- Pachysphinx occidentalis (Edwards, 1875)